# Liste der Straßen und Plätze in Kiel/G

## Ga

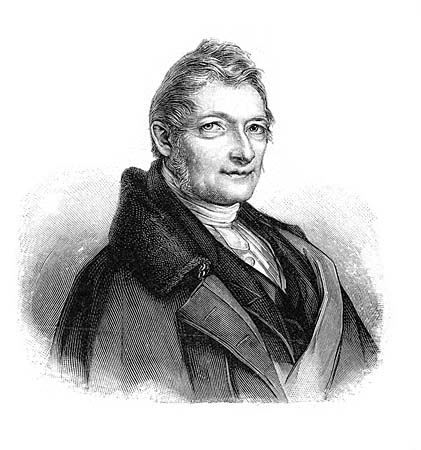
Franz Xaver Gabelsberger

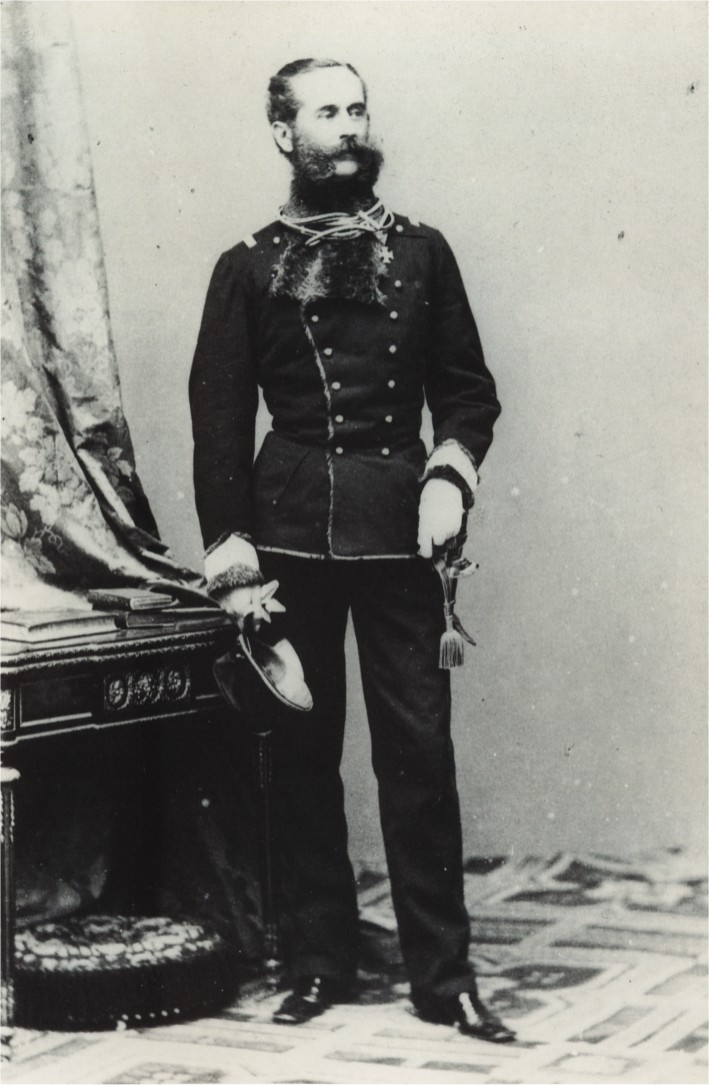
Ludwig Karl Wilhelm von Gablenz

Gaardener Brücke, Gaarden-Ost
2001 wurde der Name festgelegt, neben Ortsbezeichnungen erinnern auch Berufe an die Geschichte des Kai-City Geländes.
* Gaardener Fußweg, Südfriedhof
1860 ist die Straße zwischen Sophienblatt und Gaarden erstmals aufgeführt.
Gaardener Ring, Gaarden-Ost
2001 wurde der Name festgelegt, neben Ortsbezeichnungen erinnern auch Berufe an die Geschichte des Kai-City Geländes.
* Gaardener Straße, Südfriedhof
1883 wurde der Name für die Verbindungsstraße zum ehemals klösterlichen Gaarden (Gaarden-Ost) festgelegt, 2000 die Gaardener Straße wird für den öffentlichen Verkehr eingezogen.
Gaardener Straße, Gaarden-Ost
2001 wurde der Name festgelegt, neben Ortsbezeichnungen erinnern auch Berufe an die Geschichte des Kai-City Geländes.
Gabelsbergerstraße, Wellingdorf
angelegt als Johannesstraße, 1894 erstmals im Adressbuch Gaarden-Ost aufgeführt, 1910 nach Franz Xaver Gabelsberger benannt.
Gablenzstraße, Südfriedhof
1914 nach Ludwig Karl Wilhelm von Gablenz benannt.
Gänsewiese, Suchsdorf
1994 wurde der Name in der Ratsversammlung festgelegt.
Gärtnerstraße, Hassee
1789 noch ohne Namen auf der Topographisch Militärischen Charte des Herzogtums Holstein (1789–1796) Nr.21 von Major Gustav Adolf von Varendorf eingezeichnet – siehe Karte, 1897 nach den ehemals dort gelegenen Gärtnereien benannt.
* Gärtnerstraße, Wellingdorf
1894 erstmals im Adressbuch Gaarden-Ost aufgeführt, 1910 wird die Gärtnerstraße in die Kuchelstraße einbezogen.
Gaffelweg, Schilksee
1965 Name mit Begriff aus dem Bereich Schifffahrt festgelegt.
* Garnisonsfriedhofsweg, Ravensberg
1930 erstmals im Kieler Adressbuch aufgeführt, 1930 wird der Garnisonsfriedhofsweg in die Kleiststraße einbezogen.
* Gartenkamp, Schreventeich
1937 wurde der Name festgelegt, 1959 wird der Gartenkamp in Eschenkamp umbenannt.
Gartenkoppel, Hasseldieksdamm
1999 nach einer alten Flurbezeichnung benannt.
Gartenstraße, Damperhof
1853 noch ohne Namen im Stadtplan von Thalbitzer eingezeichnet, 1856 so benannt, weil dort ein Justizrat Wittrock einen großen Garten hatte.
* Gartenstraße, Elmschenhagen
1908 erstmals im Kieler Adressbuch aufgeführt, 1939 wurde die Gartenstraße in Plaettastraße umbenannt.
* Gartenstraße, Friedrichsort
1890 bei der Anlegung der Arbeiterkolonie Prieser Höhe ausgebaut, 1925 wurde die Gartenstraße in Gorch-Fock-Straße umbenannt.
* Gasstraße, Vorstadt, Damperhof, Exerzierplatz
1853 noch ohne Namen im Stadtplan von Thalbitzer eingezeichnet, 1856 nach der früher hier gelegenen städtischen Gasanstalt benannt, 1936 wird die Gasstraße in Rathausstraße umbenannt.
Gatowweg, Russee
1984 nach dem Berliner Stadtteil Gatow benannt.
* Gaußplatz, Gaarden-Ost
1949 erstmals im Kieler Adressbuch aufgeführt, 1977 nicht mehr aufgeführt. Auf dem Gelände steht heute die Hans-Christian-Andersen Schule.
Gaußstraße, Gaarden-Ost
1903 zur Erinnerung an die mit dem Schiff Gauß von Kiel aus angetretene Südpolarexpedition benannt.
Gazellestraße, Gaarden-Ost
1905 nach der Korvette Gazelle benannt.

## Ge

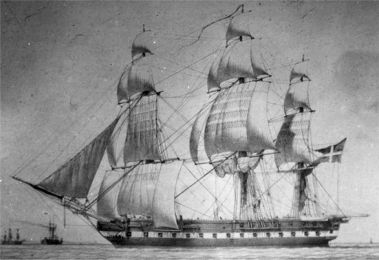
Segelfregatte Gefion

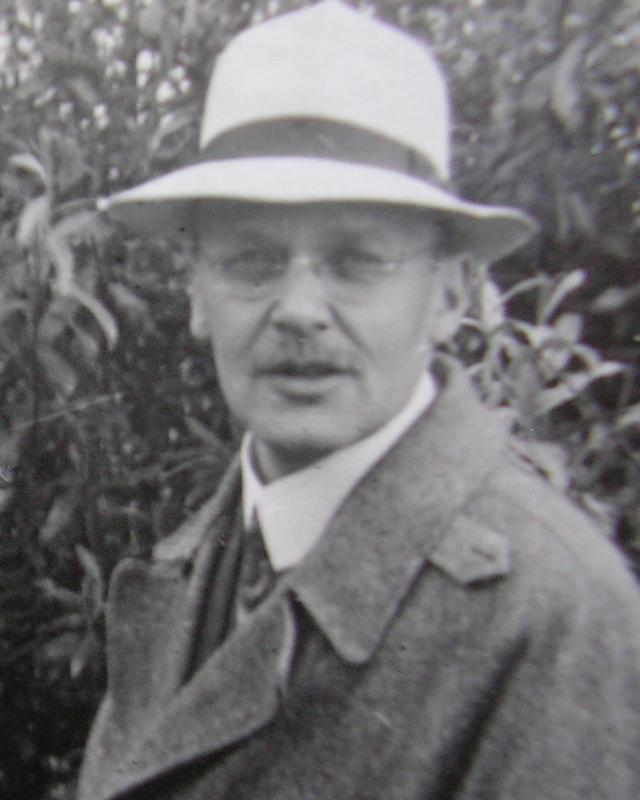
Hans Geiger (1928)

* Gebhardstraße, Gaarden-Ost, Ellerbek
1896 nach Admiralitätsrat Gebhard – Förderer des Ellerbeker Arbeiterbauvereines – benannt, 1897 erstmals im Kieler Adressbuch aufgeführt, 1907 wurde die Gebhardstraße bis zur Ernestinenstraße verlängert, 1928 wurde der unbebaute Teil der Brommystraße bis zur Pickertstraße in die Gebhardstraße einbezogen, 1947 wurde die Gebhardstraße in den Ostring einbezogen.
Gefionstraße, Blücherplatz
1892 nach der im Seegefecht bei Eckernförde am 5. April 1849 eroberten dänischen Fregatte Gefion benannt, 1901 Aufhebung der Gefionstraße zwischen der Gerhardstraße und der Holtenauer Straße.
Geheimrat-Schultz-Weg, Holtenau
1954 nach Hans W. Schultz (1859–1924) benannt – Leiter der Neubauabteilung des Kanalbauamtes von 1907 bis 1914.
Geibelallee, Schreventeich
1900 nach Emanuel Geibel benannt.
Geibelplatz, Schreventeich
1900 wurde der Name festgelegt, wie die Geibelallee nach Emanuel Geibel benannt.
Geigerstraße, Blücherplatz
1958 nach Hans Geiger benannt.
Geldbeutel, Neumühlen-Dietrichsdorf
1907 wurde der Name beschlossen – Früher Kühls Geldbeutel, eine Koppel, die als Holzstapelplatz diente und von dem der Ölmüller Kühl 1805 das in Oppendorf geschlagene Holz mit großem Gewinn verkaufte.
Gellertstraße, Südfriedhof
1907 nach Christian Fürchtegott Gellert benannt.
Georg-Feydt-Weg, Hasseldieksdamm
1976 nach Georg Feydt (30. Dezember 1907–16. April 1972) benannt – Begründer der Technischen Nothilfe, war Haupteinsatzleiter der TN in Dresden in den dreißiger Jahren.
Georg-Pfingsten-Straße, Gaarden-Ost
1905 nach Professor Georg Pfingsten benannt.
* Georgstraße, Hassee
1897 wurde der Name beschlossen, 1910 in Waldwiesenstraße umbenannt.

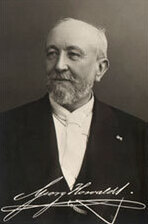
Georg Ferdinand Howaldt

Georgstraße, Neumühlen-Dietrichsdorf
1901 im Protokolltext der Gemeinderatssitzung als Georgstraße erwähnt, 1902 als Privatstraße festgestellt, 1904 erstmals im Kieler Adressbuch aufgeführt, 1907 Festlegung der Bedingungen zur Übernahme der Straße vom Arbeiterbauverein durch die Gemeinde – Nach dem Begründer der Howaldtswerke, Kommerzienrat Georg Howaldt, benannt.
Geranienweg, Elmschenhagen
1999 nach der deutschen Flora benannt – hier Geranien.
* Gerbergang, Vorstadt
1856 wurde die Straße im Correspondenzblatt erwähnt – Gang vom Kuhberg nach den Gerbereien am Walkerdamm (Gängeviertel), 1952 Straße existiert nicht mehr. Platz der Ostseehalle.
Gerhardstraße, Brunswik, Blücherplatz
1886 nach Gerhard III. benannt, 1889 von der Lornsenstraße bis zur Beselerallee verlängert, 1890 bis zur Gefionstraße fortgeführt.
* Germaniaring, Gaarden-Süd
1902 nach der Germaniawerft benannt, 1920 von der Blitzstraße bis zur Segeberger Straße verlängert, 1947 wurde der Germaniaring Teil des Ostrings.
Gerstenkamp, Elmschenhagen
als Klausdorfer Weg angelegt, 1923 erstmals im Kieler Adressbuch aufgeführt, 1939 nach einer alten Flurbezeichnung in Gerstenkamp umbenannt.
Gertrud-Savelsberg-Weg, Steenbek-Projensdorf
2008 nach Gertrud Savelsberg benannt.
Geschwister-Scholl-Straße, Gaarden-Ost
1979 nach den Geschwistern Scholl benannt.
Gießkannenweg, Neumühlen-Dietrichsdorf
2004 wurde der Name festgelegt – Der Weg führte früher direkt zum Friedhof und wurde unter anderem von den Witwen genutzt, die dort mit ihren Gießkannen entlang gingen, um die Gräber ihrer Männer zu gießen und zu pflegen.
Ginsterbusch, Elmschenhagen
1972 nach einer Flurbezeichnung benannt.

## Gl

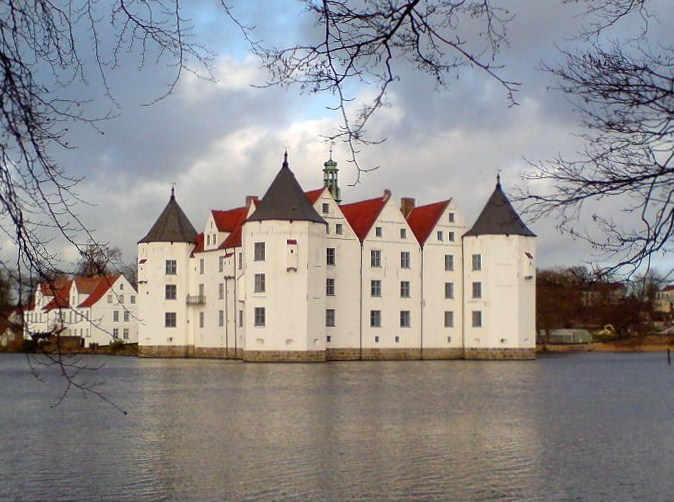
Blick von Südwesten auf das Schloss und die Gebäude der Vorburg

Glücksburger Straße, Wik
1927 nach Schloss Glücksburg benannt.
Gneisenaustraße, Blücherplatz
1902 nach Generalfeldmarschall August Graf Neidhardt von Gneisenau benannt.
* Goebbelsstraße, Kroog
1927 als Straße L in der Landhaussiedlung Kroog angelegt, erstmals im Kieler Adressbuch aufgeführt, 1933 nach Joseph Goebbels umbenannt, 1939 in Allgäuer Straße umbenannt.
Goerdelerring, Wellsee
1983 nach Carl Friedrich Goerdeler benannt.
* Göringstraße, Kroog
1930 als Straße K in der Landhaussiedlung Kroog angelegt, erstmals im Kieler Adressbuch aufgeführt, 1933 nach Hermann Göring umbenannt, 1939 in Reichenhaller Straße umbenannt.
Göteborgring, Hasseldieksdamm, Mettenhof
1968 nach der Stadt Göteborg benannt.
Götenhof, Rönne
1967 nach der Götenhofkoppel (Flurbezeichnung) benannt.

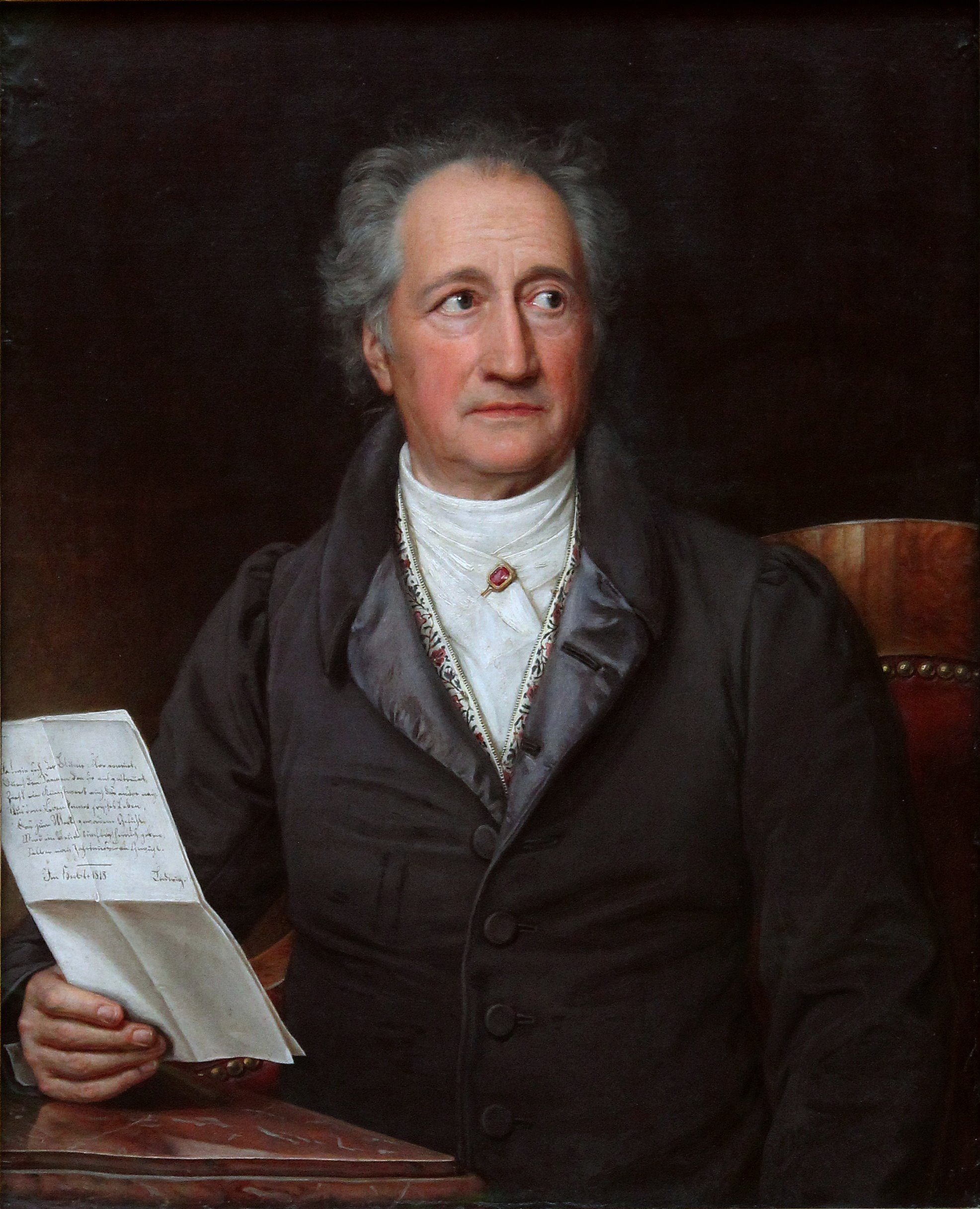
Johann Wolfgang von Goethe

Goethestraße, Schreventeich, Exerzierplatz
1900 nach Johann Wolfgang von Goethe benannt.
Goldberg, Rönne, Moorsee
1971 nach einer alten Flurbezeichnung benannt.
Goldregenholz, Meimersdorf
2008 wurde der Name mit Bezug auf den Begriff Meimersdorf-Gartenstadt festgelegt.
Goldregenweg, Elmschenhagen
1953 nach deutscher Flora benannt – hier Goldregen.
Gorch-Fock-Straße, Pries, Friedrichsort
als Gartenstraße angelegt, 1923 erstmals im Kieler Adressbuch aufgeführt, 1925 nach Gorch Fock in Gorch-Fock-Straße umbenannt.
* Goschstraße, Gaarden-Ost
1882 als Kirchenstraße angelegt, 1901 nach Pastor Gosch umbenannt – Gründer der Kiel-Gaardener Kirche und erster dort amtierender Geistlicher von 1888 bis 1899. Heute bebaut durch Johannes Kirche und Gaardener Schwimmhalle.
Gosbarg, Meimersdorf
1999 nach einer alten Flurbezeichnung benannt.
Gotlandwinkel, Mettenhof
1968 nach der schwedischen Insel Gotland benannt.

## Gr

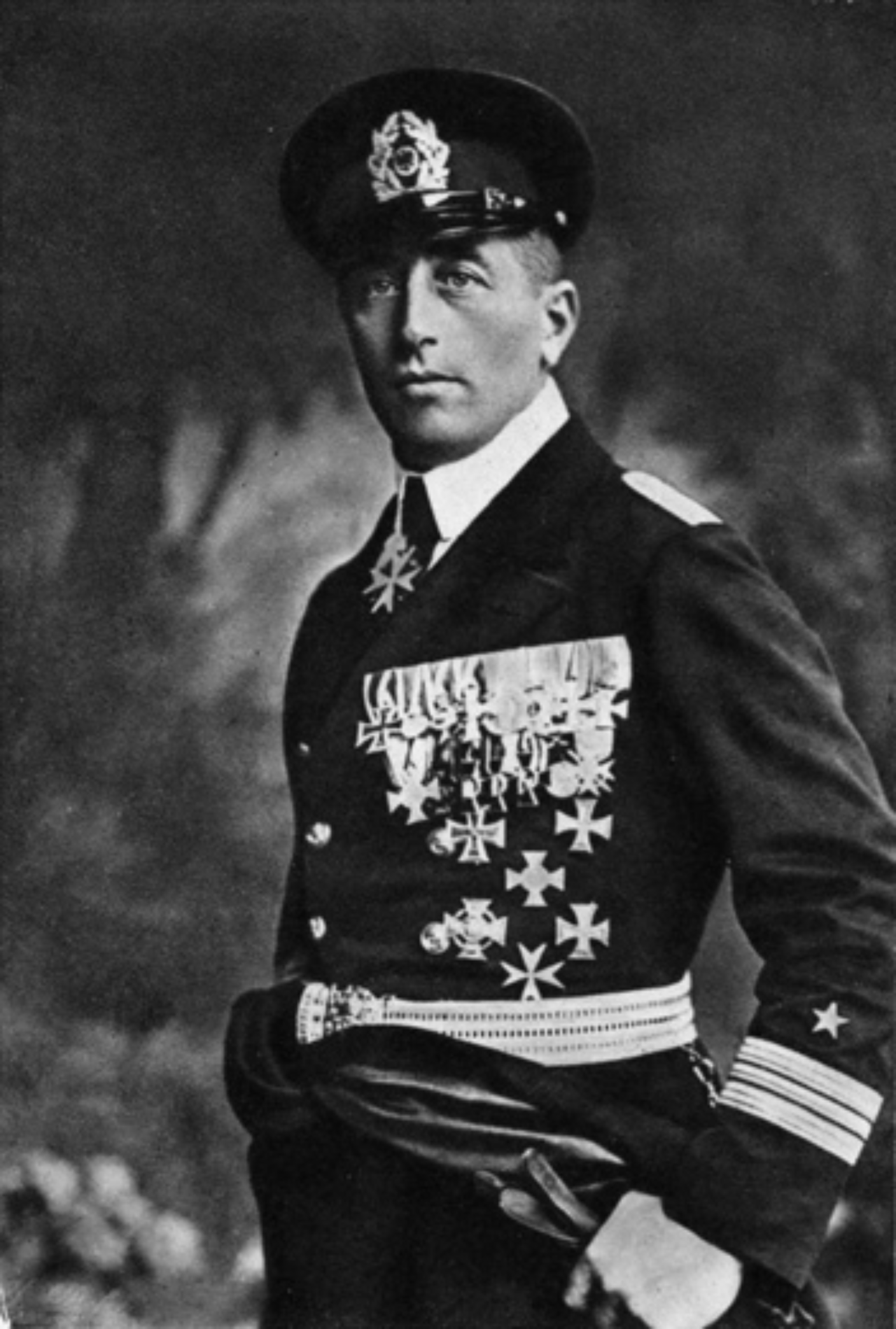
Felix Graf von Luckner

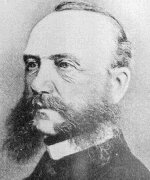
Wilhelm Griesinger

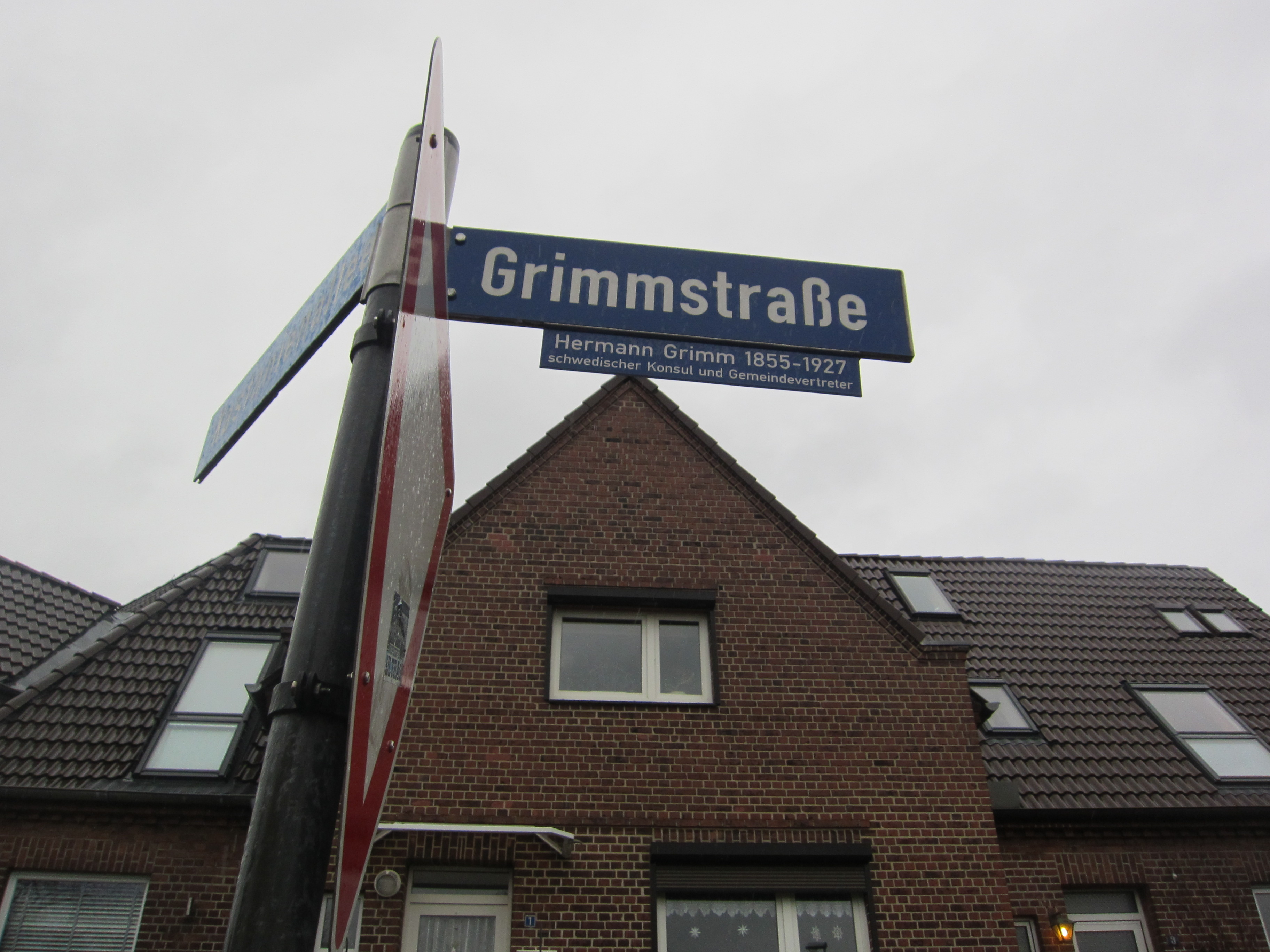
Straßenschild Grimmstraße mit Erklärung

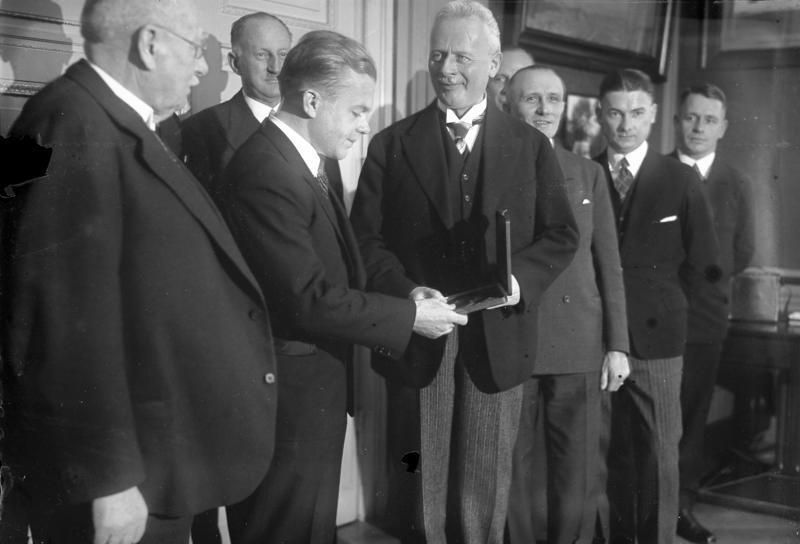
Groenhoff mit Alexander Dominicus bei der Verleihung der Adler-Plakette

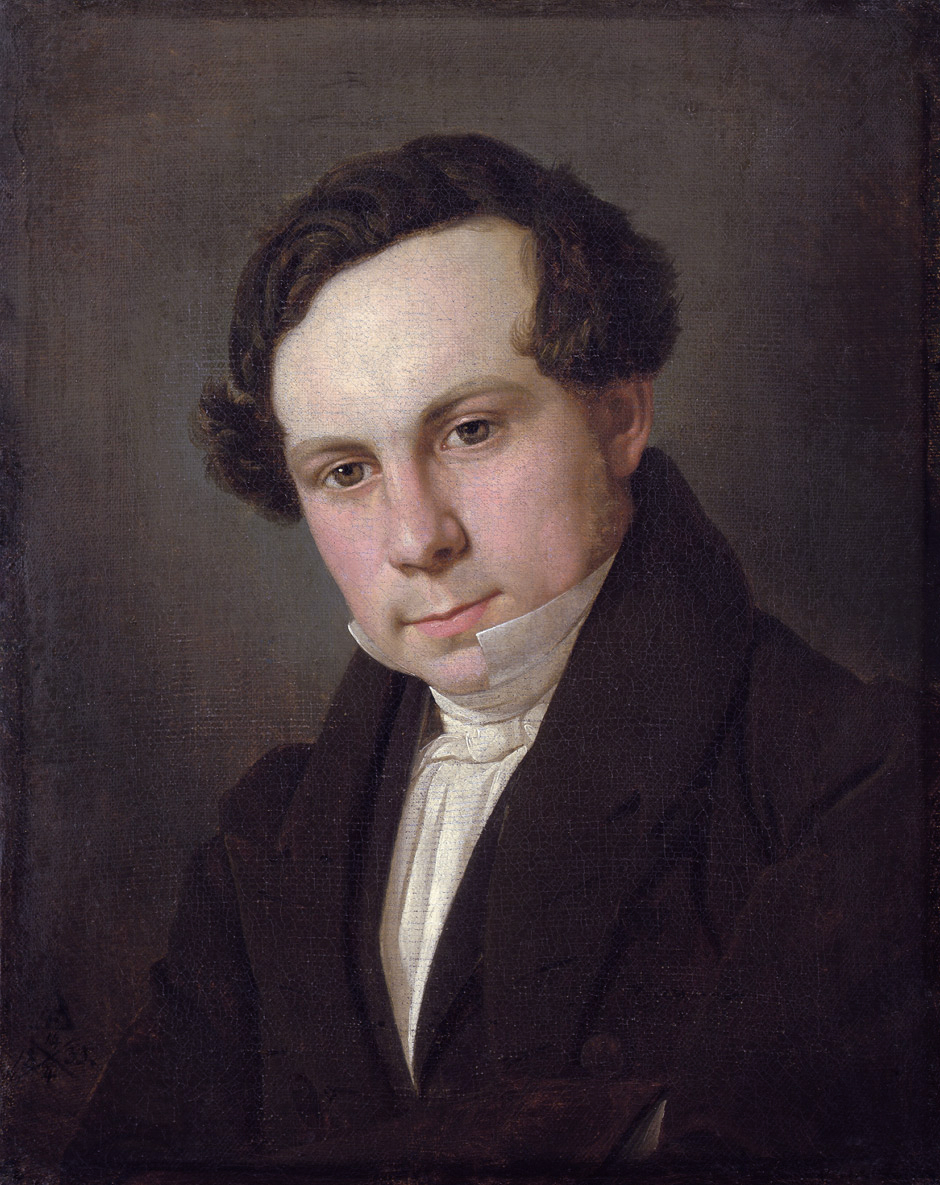
Louis Gurlitt

Grabastraße, Ellerbek
1907 nach Hermann von Graba (17. September 1833 bis 15. Juni 1908) benannt – Landeshauptmann der Provinz Schleswig-Holstein, 1936 einschließlich Tirpitzallee.
Graf-Luckner-Straße, Schilksee
1974 nach Felix Graf von Luckner benannt.
Graf-Spee-Straße, Blücherplatz
1936 nach Maximilian Graf von Spee benannt, ab 1947 nach Ferdinand Graf von Spee (5. April 1855 bis 14. März 1937) benannt – Professor der Anatomie an der Universität Kiel von 1891 bis 1933 (siehe Spee-Kurve).
Grasweg, Ravensberg
1901 Der Grasweg wurde zwischen 1901 und 1905 zunächst bis etwa zur Höhe der Krausstraße ausgebaut, 1902 auf Kieler Stadtplan eingezeichnet, 1933 wurde der Name festgelegt.
Gravelottestraße, Schreventeich
1900 zur Erinnerung an die Schlacht bei Gravelotte benannt.
Gravensteiner Straße, Holtenau
als Bismarckstraße angelegt, 1789 noch ohne Namen auf der Topographisch Militärischen Charte des Herzogtums Holstein (1789–1796) Nr.11 von Major Gustav Adolf von Varendorf eingezeichnet, 1914 im Protokolltext der Gemeinderatssitzung als Bismarckstraße erwähnt, 1923 erstmals im Kieler Adressbuch aufgeführt, 1936 nach Schloss Gravenstein umbenannt.
Grazer Straße, Elmschenhagen
1939 nach der Stadt Graz benannt.
Grebiner Weg, Wellingdorf
1978 nach der Gemeinde Grebin benannt.
Greifstraße, Gaarden-Ost
1902 nach dem Aviso Greif benannt.
Greifswalder Straße, Wik
vor 1947 Speestraße, 1947 nach der Stadt Greifswald umbenannt.
Grenzstraße, Neumühlen-Dietrichsdorf
als Werftstraße angelegt, 1893 im Protokolltext der Gemeinderatssitzung erwähnt, 1894 erstmals im Adressbuch Gaarden-Ost aufgeführt, 1925 in Grenzstraße umbenannt.
Griesingerstraße, Schreventeich
1905 nach Dr. Wilhelm Griesinger benannt.
Grillenberg, Wellsee
1965 nach einer Flurbezeichnung benannt.
Grimmstraße, Holtenau
1896 als Kirchenweg angelegt, 1918 im Protokolltext der Gemeinderatssitzung erwähnt, 1922 nach dem schwedischen Konsul Hermann Grimm (31. März 1855 bis 3. Februar 1927) umbenannt – Grimm war 30 Jahre Mitglied der Gemeindevertretung in Holtenau.
Grippstraße, Ravensberg
2006 nach Prof. Dr. phil. Karl Gripp benannt.
Grödeweg, Suchsdorf
als Im Heisch angelegt, 1955 erstmals im Kieler Adressbuch aufgeführt, 1962 nach der Hallig Gröde umbenannt.
Grömmsche Koppel, Russee
2000 nach den Brüdern Heinrich und Kurt Grömm benannt – Heinrich Grömm war Bürgermeister von Russee, als der Stadtteil noch selbständig war. Kurt Grömm war ortsansässiger Bauer und langjähriger Vorsteher des Wasser- und Bodenverbandes Eider.
Groenhoffweg, Holtenau
1962 nach Günther Groenhoff benannt.
Grönhorst, Meimersdorf
2002 nach einem Flurnamen benannt.
Groß-Ebbenkamp, Neumühlen-Dietrichsdorf
als Kirchenstraße angelegt, 1902 im Protokolltext der Gemeinderatssitzung erwähnt, 1925 in Groß-Ebbenkamp umbenannt.
Großer Kamp, Elmschenhagen
1912 als Kieler Straße angelegt, 1939 nach einem Flurnamen in Großer Kamp umbenannt.
* Großer Kuhberg, Vorstadt
1574 Im Kieler Denkelbok wird am 21. Mai 1574 unter Nr.196 erstmals die Bebauung uf dem Koeberge erwähnt, 1730 auf der Homann'schen Karte eingezeichnet, 1980 wurde die Straße Großer Kuhberg zwischen Bäckergang und Exerzierplatz in den Ziegelteich einbezogen.
* Große Wiese, Gaarden-Süd
1936 erstmals im Kieler Adressbuch aufgeführt, 1938 in Sieversdiek einbezogen.
Große Ziegelstraße, Ellerbek
1878 im Protokolltext der Gemeinderatssitzung erwähnt, 1897 erstmals im Kieler Adressbuch aufgeführt – Nach einer früher hier gelegenen Ziegelei benannt.
Groß Kielstein, Ravensberg
1940 nach einem alten Flurnamen benannt.
Grotenbrook, Meimersdorf
1999 nach einem Flurnamen benannt.
Grot Steenbusch, Meimersdorf, Moorsee
1999 nach einem Flurnamen benannt.
Grüffkamp, Pries, Schilksee
1903 als Teil der Feldstraße angelegt, 1922 nach einem alten Flurnamen in Grüffkamp umbenannt, 1925 einschließlich des Restes der Feldstraße.
Grünauzeile, Russee
1979 nach dem Berliner Ortsteil Grünau benannt.
* Grüne Wiese, Friedrichsort
1936 wurde der Name festgelegt, 1966 nicht mehr im Straßenverzeichnis aufgeführt.
Grüner Weg, Südfriedhof
bis 1972 Teil des Kolonnenweges, 1972 wurde für den Abschnitt Hasseldieksdammer Weg bis zur A 215 der Name Grüner Weg festgelegt.
Grunewaldstraße, Russee
1979 nach dem Berliner Ortsteil Grunewald benannt.
Gurlittplatz, Steenbek-Projensdorf
1962 nach Louis Gurlitt benannt.
Gurlittstraße, Steenbek-Projensdorf
1962 nach Louis Gurlitt benannt.
Gustav-Falke-Straße, Pries
1940 nach Gustav Falke benannt.
Gustav-Schatz-Hof, Gaarden-Ost
1995 nach Gustav Schatz (1899–1982) benannt – Mitglied der ersten Kieler Ratsversammlung nach dem Zweiten Weltkrieg, langjähriger SPD-Kommunalpolitiker, von 1948 bis 1964 Direktor der Kieler Wohnungsbaugesellschaft, hatte maßgeblichen Anteil am Wiederaufbau der Stadt.
Gut Schwartenbek, Suchsdorf
1949 erstmals im Kieler Adressbuch aufgeführt, 1994 im amtlichen Kieler Stadtplan als Wohnplatz aufgeführt, 2003 wurde der Name Gut Schwartenbek festgelegt.
* Gut Seekamp, Schilksee
1940 erstmals im Kieler Adressbuch aufgeführt, 1960 nach Gut Seekamp in Seekamper Weg umbenannt.
Gudegastkoppel, Pries
1920 als Frenssenstraße angelegt, 2011 wurde ein Teilstück nach dem Prieser Schlossermeister Fritz Gudegast (27. Oktober 1905 bis 6. Mai 1962) in Gudegastkoppel umbenannt.
Gutenbergstraße, Schreventeich, Ravensberg
1892 als Brunswiker Weg angelegt, 1900 nach Johannes Gutenberg in Gutenbergstraße umbenannt.